# Alkylbenzeensulfonaat
Alkylbenzeensulfonaten (ABS) zijn anionische oppervlakte-actieve stoffen, met de algemene formule: R–C6H4–SO3− M+. R is een alkylgroep, die al dan niet vertakt is. M is meestal natrium. Alkylbenzeensulfonaten zijn de meest gebruikte oppervlakte-actieve stoffen in (af)wasmiddelen, detergenten, schoonmaakmiddelen en dergelijke.
De eerste, en lange tijd meest gebruikte, alkylbenzeensulfonaat die in de jaren 1940 zeep in wasmiddelen verving, had een vertakte alkylgroep met 12 koolstofatomen, en was afgeleid van benzeen en een tetrameer van propeen:
De vertakte structuur maakt dat deze verbinding moeilijk biologisch afbreekbaar is, en door het toenemende gebruik ervan hoopte de stof zich op in het milieu, hetgeen soms aanleiding gaf tot grote schuimmassa's op waterlopen.

## Lineair alkylbenzeensulfonaat
In de jaren 1960 schakelde de industrie dan over op zogenaamde lineaire alkylbenzeensulfonaten (LAS), die beter biologisch afbreekbaar zijn. Daartoe gebruikt men ofwel mono-gechloreerde n-paraffinen die uit kerosine afgescheiden zijn, ofwel onvertakte, lange olefinen die door oligomerisatie van etheen zijn bekomen. De gemiddelde ketenlengte van deze olefinen is 12 tot 16 koolstofatomen. Deze alkylbenzeensulfonaten worden geproduceerd in drie stappen:
1. het olefine of het gechloreerde n-paraffine wordt met benzeen gereageerd tot een alkylbenzeen, met als katalysator HF of AlCl3.
2. aan dit alkylbenzeen wordt met verdund SO3-gas een sulfongroep gehecht
3. dit sulfonzuur wordt geneutraliseerd met NaOH

Een voorbeeld is natriumdodecylbenzeensulfonaat:
Dit is een van de mogelijke isomeren, daar de plaats waar de benzeenring aan de alkylgroep verbonden is kan variëren. Deze verbinding is strikt genomen niet lineair maar een secundair alkylbenzeen; enkel wanneer de benzeenring aan het uiteinde van de alkylgroep verbonden is, is het een "echt" lineair alkylbenzeensulfonaat.
Calcium- en magnesium-alkylbenzeensulfonaten zijn minder wateroplosbaar, maar zijn oplosbaar in koolwaterstoffen en worden veel gebruikt in de olie-industrie.